# Souren Spandarian
Souren Spandarian, en arménien : Սուրեն Սպանդարի Սպանդարյան, né le 15 décembre 1882 à Tbilissi et mort le 24 septembre 1916 à Krasnoïarsk, est un critique de littérature arménienne ainsi qu'un bolchevik arménien. En janvier 1912, il est élu au comité central des bolcheviks à la conférence de Prague (en). En mars de la même année, Spandarian est arrêté à Bakou. Lénine qui considérait Spandarian comme un « ouvrier [de la cause bolchevik] très précieux et éminent », soutient financièrement le père de Spandarian après son arrestation, car ce dernier résidait alors à Paris sans aucun moyen. Spandarian a été condamné à l'exil à vie en Sibérie, où il meurt quatre ans plus tard.

## Hommages
- Il y a une statue de Souren Spandarian à Erevan.

- La ville de Spandaryan a été ainsi nommé en son hommage.